# موبتی (تگزاس)
موبتی، تگزاس (به انگلیسی: Mobeetie, Texas) یک شهر در ایالات متحده آمریکا با جمعیت ۱۰۷ نفر است که در تگزاس واقع شده‌است.

## موقعیت جغرافیایی
موقعیت جغرافیایی شهرها و مناطق اطراف به شرح زیر است: